# EXEC 8
EXEC 8 (a veces referido como EXEC VIII) era el sistema operativo UNIVAC desarrollado para el UNIVAC 1108 en 1964. Se combinan las mejores características de los sistemas operativos anteriores: EXEC I y EXEC II (utilizado en la UNIVAC 1107). EXEC 8 fue uno de los primeros sistemas operativos de multiprocesamiento con éxito comercial. Soportaba cargas de trabajo mixtas simultáneas que comprendían procesamiento por lotes, tiempo compartido y en tiempo real. 
Soportaba un sistema de archivos con un tipo de estructura a través de muchos tambores y/o cabezales. Soportaba un sistema de procesamiento de transacciones muy bien recibido. Unisys continúa vendiendo y ofreciendo asistencia técnica a los sistemas basados en el 1108 original y en diseños del EXEC 8.